# Saint-Senoch
Saint-Senoch település Franciaországban, Indre-et-Loire megyében. Lakosainak száma 520 fő (2022. január 1.). Saint-Senoch Betz-le-Château, Esves-le-Moutier, Loches, Perrusson, Varennes és Verneuil-sur-Indre községekkel határos.

## Népesség
A település népessége az elmúlt években az alábbi módon változott:
| Lakosok száma | 494  | 382  | 419  | 441  | 525  | 548  | 570  | 541  | 526  | 520  |
|               | 1968 | 1982 | 1990 | 2006 | 2013 | 2015 | 2017 | 2019 | 2020 | 2022 |